# Othello (film, 1951)
Pour les articles homonymes, voir Othello.
Pour plus de détails, voir Fiche technique et Distribution.
Othello (dont le titre original en anglais est The Tragedy of Othello: The Moor of Venice, littéralement La Tragédie d'Othello : Le Maure de Venise) est un film italo-marocain réalisé par Orson Welles et sorti pour la première fois en salles en Italie en novembre 1951,. Il s'agit d'une adaptation de Othello ou le Maure de Venise, tragédie de Shakespeare.

## Synopsis
À Venise, les succès militaires du général Othello, dit le maure, et son mariage avec la belle Desdémona, fille du sénateur Barbantio, suscitent à la fois l'admiration et la jalousie. Iago, lieutenant d'Othello, va semer le doute dans l'esprit de son général quant à la fidélité de son épouse. Cupide, Iago ne cherche qu'à assouvir son ambition, et tente de parvenir à ses fins en manipulant adroitement chaque personnage.

## Fiche technique
- Titre original : The Tragedy of Othello: The Moor of Venice
- Réalisation : Orson Welles
- Scénario et adaptation : Orson Welles, d'après William Shakespeare
- Photo : Anchise Brizzi, George Fanto, Alberto Fusi, Aldo Graziati et Oberdan Troiani
- Décors : Alexandre Trauner
- Costumes : Maria De Matteis
- Montage : Jean Sacha
- Musique : Alberto Barberis, Angelo Francesco Lavagnino
- Production : Mercury Productions - Scalera Film
- Pays de production :  Italie -  Maroc[3]
- Langue originale : anglais
- Durée : 90 minutes
- Dates de sortie :
  - Italie : 27 novembre 1951
  - France : 10 mai 1952 (Festival de Cannes 1952) ; 19 septembre 1952 (sortie nationale)
- Affiche : Clément Hurel (France)

## Distribution
- Orson Welles (VF : Jean Davy) : Othello
- Micheál Mac Liammóir (VF : Jean Debucourt) : Iago
- Suzanne Cloutier (VF : Nelly Benedetti) : Desdémone[4]
- Robert Coote (VF : Jacques Hilling) : Roderigo
- Michael Laurence (VF : Jacques Erwin) : Cassio
- Fay Compton (VF : Line Noro) : Emilia
- Joan Fontaine : Page (non créditée)

## Distinctions
- Festival de Cannes : Palme d'or 1952[5]

## Littérature
- Brigitte Tast, Hans-Jürgen Tast: Orson Welles - Othello - Mogador. Aufenthalte in Essaouira, Kulleraugen Vis.Komm. Nr. 42, Schellerten 2013,  (ISBN 978-3-88842-042-9)

## Autour du film
Le film, pour des raisons budgétaires, est tourné en noir et blanc au Maroc à Essaouira (Mogador), en Italie, à Viterbe et Tuscania (Latium) et connaît de nombreux arrêts à cause de problèmes d'argent. Orson Welles part alors tourner dans Le Troisième Homme et réinvestit son cachet pour pouvoir continuer la production du film[réf. nécessaire]. Il est finalement présenté à Cannes au nom du Maroc en raison des problèmes avec les producteurs qui lui avaient coupé les vivres[réf. nécessaire].